# Houilles
 Houilles  es una población y comuna francesa, en la región de Isla de Francia, departamento de Yvelines, en el distrito de Saint-Germain-en-Laye. Es el chef-lieu del cantón de su nombre.

## Demografía
| 1 651                     | 1 290 | 1 144 | 1 227 | 1 265 | 1 191 | 1 156 | 1 230 | 1 185 | 1 203 | 1 275 | 1 433 | 1 256 | 1 407 | 1 737 | 1 961 | 2 331 | 2 780 | 3 824 | 4 946 | 7 092 | 10 274 | 15 153 | 19 078 | 19 799 | 20 610 | 22 974 | 26 370 | 29 338 | 30 345 | 29 537 | 29 650 | 29 634 | 30 973 |
| (Fuente: INSEE y Cassini) |       |       |       |       |       |       |       |       |       |       |       |       |       |       |       |       |       |       |       |       |        |        |        |        |        |        |        |        |        |        |        |        |        |